# Amanieu VII van Albret
Amanieu VII van Albret (overleden rond april 1272) was van 1255 tot aan zijn dood heer van Albret. Hij behoorde tot het huis Albret.

## Levensloop
Amanieu VII was de zoon van heer Amanieu VI van Albret uit diens eerste huwelijk met Assalide, dochter van burggraaf Arnold Raymond van Tartas.
In 1255 volgde hij zijn vader op als heer van Albret. Zijn regering draaide om het conflict over de controle van de Engelse koning over Gascogne. Zo had zijn vader een revolte tegen de Engelse heerschappij geleid. Onmiddellijk nadat hij aan de macht kwam, gaf Amanieu VII zich over aan de latere koning Eduard I van Engeland, die net aangekomen was in de regio om de macht van de Engelsen te doen gelden. Ook stond hij Millau en de omliggende gebieden af aan de Engelsen.
Vermoedelijk stierf Amanieu rond april 1272.

## Huwelijken en nakomelingen
Zijn eerste echtgenote was vrouwe Viane van Gontaud (overleden na 1272), met wie Amanieu uiteindelijk scheidde op basis van bloedverwantschap. Volgens een kerkelijk document uit 1272 werd de scheiding later ongeldig verklaard en werd Amanieu verplicht om terug te keren naar zijn eerste echtgenote. Het is echter niet duidelijk hoe de kwestie uiteindelijk werd opgelost en wat de impact van deze beslissing was op zijn tweede huwelijk. Amanieu en Viane hadden meerdere kinderen, onder wie een dochter Anna.
Tussen 1256 en 1259 was Amanieu VII hertrouwd met vrouwe Mathe van Bordeaux. Ze kregen volgende kinderen:
- Bernard Ezi III (overleden in 1280), heer van Albret, huwde met Johanna, dochter van heer Hugo XII van Lusignan. Ze kregen twee dochters:
  - Mathe (overleden in 1295), vrouwe van Albret
  - Isabella (overleden in 1298), vrouwe van Albret
- Assalide (overleden na 1286), huwde in 1279 met graaf Centullus III van Astarac
- Amanieu VIII (overleden in 1326), heer van Albret
- Arnold Amanieu (overleden na 1270)
- Mathe (overleden na 1281), huwde rond 1280 met Willem Seguin, heer van Rions.